# قطري الحراشف الأولنكي
قطري الحراشف الأولنكي (الاسم العلمي:†Stagonolepis olenkae) هو نوع من الحيوانات يتبع جنس قطري الحراشف من فصيلة قطريات الحراشف.